# Niau
Niau (także Fakaau, dawniej Greig) – mały atol wchodzący w skład Polinezji Francuskiej. Na północnym wschodzie wyspy leży miejscowość Tupana, drugą miejscowością jest Ofare. Niau należy do gminy Fakarava.
W 2002 populacja wyspy wynosiła 147. W roku 2012 Tupana zamieszkiwało już 226 mieszkańców - najwięcej, 45 osób, w wieku 10–19 lat. Ludność Niau utrzymuje się głównie z produkcji kopry, rybołówstwa i rolnictwa na użytek własny (uprawy bananowca, pomarańczy, cytryny, także warzywnictwo). W północnej części wyspy mieści się lotnisko Niau Airport, obsługujące loty z linii Air Tahiti.
Wyspa leży 30 km na południowy zachód od Toau. Odkrył ją w 1820 roku Fabian Bellingshausen. Maksymalna wysokość to 7,5 m n.p.m. Wyspa wznosi się na wysokość 1190 m, licząc od dna oceanu. Atol ma formę laguny otoczonej pierścieniem lądu o szerokości średnio 800 m i obwodzie koło 25 km. Na wyspie znajdują się dwie drogi, jedna od strony laguny, zaś druga od strony najszerszego pasa wybrzeża. 
Na Niau występuje endemiczny przedstawiciel Myrsinaceae - Myrsine niauensis. Zachowały się lasy. BirdLife International wyznaczyło na wyspie ostoję ptaków IBA. Występuje tu krytycznie zagrożony łowczyk rudobrewy (Todiramphus gambieri), bliski zagrożenia owocożer koralowy (Ptilinopus coralensis) oraz dwa gatunki najmniejszej troski - atolówka (Gygis alba) i trzciniak koralowy (Acrocephalus atyphus). Do innych gatunków ptaków zasiedlających wyspę należy loreczka białogardła (Vini peruviana).